# Nam yee boon sik
Nam yee boon sik (男兒本色), comercialitzada internacionalment com Invisible Target, és una pel·lícula d'acció de Hong Kong del 2007 dirigida i produïda per Benny Chan, que també va escriure el guió amb Rams Ling i Melody Lui. La pel·lícula és protagonitzada per Nicholas Tse, Jaycee Chan i Shawn Yue com a tres agents de policia que s'uneixen a causa dels seus antecedents per fer caure una banda de set criminals liderada per Tien Yeng-seng ( Wu Jing).

## Argumen
Un camió blindat que transporta 100 milions de dòlars en efectiu és atacat per una banda criminal que s'autodenomina la "colla Ronin" amb explosius quan s'atura en una intersecció davant d'una joieria. Tots els guàrdies de seguretat són assassinats a trets menys un, mentre que els agents de policia que responen pateixen greus baixes sota els trets dels membres de la banda fortament armats. Les explosions també van matar diversos civils, inclosa una senyora a la botiga. Sis mesos després, la mateixa banda reapareix a Hong Kong, ferint un grup de policies, dos de manera crítica, durant un control puntual. La dona morta a la joieria és la promesa del detectiu Chan Chun del CID, mentre que l'oficial de policia ferit està dirigit per l'inspector en formació Carson Fong Yik-wai. Tots dos agents prometen venjar-se de la banda criminal.
Wai King-ho és un policia novell el germà gran del qual, Wai King-tat, també agent de policia, ha estat desaparegut durant un llarg període. Profundament molest per les acusacions policials que el seu germà ha passat a formar part de la banda criminal mentre està encobert, és suspès de les seves funcions a causa de la seva connexió amb el seu germà ara buscat, i més tard s'enfronta tant a Chan com a Fong que demanen el parador del seu germà. Formen una aliança després que Wai sigui rescatat per Chan i Fong en una baralla en un club nocturn. El petit Tiger, un dels membres de la banda, és capturat per Chan i es veu obligat a portar la policia a l'amagatall de la banda. La banda apareix i mata en Tiger després d'una persecució, mentre insulta a Chan i a diversos dels seus col·legues.
Resulta que el guàrdia de seguretat supervivent és Ho Wing-keung, el gerent de l'empresa de seguretat, que va conviure amb la banda per robar el camió blindat. És rastrejat per la banda fins a un hospital psiquiàtric, on va fingir una crisi mental per escapar de la detecció de la banda. Chan, Fong i Wai arriben a l'hospital, però no aconsegueixen aturar la seva fugida amb la banda, que va amenaçar la seva família per forçar-lo a sortir. Mentre els tres persegueixen la banda, es troben amb un accident, on la banda dispara a diversos agents de policia, segresta un minibús amb nens petits i prenen a Wai com a ostatge a l'autobús. Chan i Fong van darrere de l'autobús amb Ho en un altre cotxe.
Els membres de la banda i els agents de policia s'enfronten, i el germà de Wai es revela com un policia encobert; és assassinat pel membre de la banda Ronin Tien Yeng-yee. Ho és assassinat per Tien Yeng-seng, Wai es queda emmanillat a l'autobús amb els nens i una bomba cronometrada, mentre que Chan i Fong es veuen obligats a recollir els diners robats del cervell del robatori en una fira a Tamar mentre estava encadenat a una altra bomba cronometrada. Wai aconsegueix alliberar-se i rescatar tots els nens, però descobreix que la bomba és falsa, cosa que suggereix que en Ronin no tenia cap intenció de fer mal als nens. Chan i Fong s'acosten a un home amb una bossa d'equipatge a la fira segons les instruccions, però l'home resulta ser l'inspector en cap Sam, que dirigeix una operació per atrapar la banda. Chan i Fong prenen en Sam com a ostatge i aconsegueixen alliberar-se de la bomba, mentre explota de manera inofensiva en una tenda de campanya. En una zona aïllada, Chan i Fong expliquen la seva situació a Sam. Aleshores es revela que Sam també està en col·lusió amb el cervell, i quan tira una pistola a Chan i en Fong, els dos el llancen per sobre d'una barana, matant-lo. Chan i Fong esdevenen sospitosos de l'assassinat.
Amb l'ajuda de la xicota de Fong, Leung Hoi-lam, del Departament d'Intel·ligència de la Policia, Chan i Fong s'adonen que el veritable cervell és el superintendent superior Cheung Man-yiu, que ha orquestrat el robatori d'un camió blindat, va creuar la banda i va provocar la mort de tres dels seus membres, i es va escapar amb el botí, que guarda amagat en un cotxe a l'aparcament de la Prefectura de la Policia. Els quatre membres restants de la banda criminal arriben a la seu en una furgoneta de policia disfressats d'agents de policia per recuperar els diners, just abans de l'arribada de Chan, Fong i Wai. El superintendent principal Mark Law Pui-keung comença a conèixer la veritat a partir de les dades proporcionades per Leung.
Es produeix un enfrontament prolongat a la Prefectura de la Policia, que va provocar la mort de tres delinqüents, diversos policies inclòs un esquadró de la Unitat de Serveis Especials i en Wai, que és mort a cops per Tien. Chan i Fong gairebé maten en Tien com a venjança, però a l'últim moment s'adonen que el seu deure com a agent de policia és arrestar, no matar. Cheung llança una bossa de granades, matant Tien a l'explosió (juntament amb els diners restants) mentre Chan i Fong escapen amb el cos de Wai. Cheung és conduït més tard a una ambulància per agents desprevinguts. Posteriorment, Chan i Fong l'assassinen a trets quan intenta matar Law en una altra ambulància. Law deixa anar Chan i Fong, i tornen a les seves tasques de policia, però com a detectiu i com a policia, respectivament. També ajuden a tenir cura de l'àvia de Wai.

## Distribució
La distribuïdora de pel·lícules The Weinstein Company va adquirir els drets de diversos territoris per llançar Invisible Target a tots els territoris de parla anglesa. Dragon Dynasty va llançar un DVD d'"edició final de dos discos" als Estats Units el 10 de juny de 2008, que conté gran part de les mateixes característiques especials que es troben als llançaments de Hong Kong.

## Recepció crítica
La pel·lícula va rebre crítiques generalment mixtes. Escrivint a la revista Muse, Perry Lam va trobar que "hi ha eloqüència en la forma en què Benny Chan explica la seva història", però finalment critica la pel·lícula per "fallar en haver-ho fet".

## Repartiment
- Nicholas Tse com a Chan Chun
- Jaycee Chan com a oficial de PC Wai King-ho
- Shawn Yue com a inspector Carson Fong Yik-wai
- Wu Jing com a Tien Yeng-seng
- Elanne Kong com a Leung Hoi-lam
- Dominic Lam com a superintendent sènior Cheung Man-yiu
- Sam Lee com a Ho Wing-keung
- Mark Cheng com a superintendent principal Mark Law Pui-keung
- Andy On com a Ronin Tien Yeng-yee
- Lisa Lu com a Yan Lu
- Ken Lo com a inspector Wong Kam-ming
- Lam Suet com a Loan Shark Cheng
- Deep Ng com a Ng Ho-hong
- Philip Ng com a Tigre
- Samuel Pang com a Gangster O.D
- Kenny Wong com a Sam Mok
- Anson Leung com a agent de policia Chun
- Tommy Yuen com a Gangster On
- Chan Tat-kwong com a guardaespatlles de Cheng
- Liu Zi-yan com a Ho Ka-yee
- Aaron Kwok com a oficial Wai King-tat, germà gran de Wai King-ho (només a la imatge)